# Ed Harris
Edward Allen Harris (Tenafly, Nueva Jersey, 28 de noviembre de 1950), más conocido como Ed Harris, es un actor y cineasta estadounidense. Sus interpretaciones en Apolo 13 (1995), El show de Truman (1998), Pollock (2000) y Las horas (2002) le valieron el aplauso de la crítica y nominaciones al Oscar. 
Harris ha aparecido en varios papeles principales y secundarios, como en The Right Stuff (1983), The Abyss (1989), State of Grace (1990), Glengarry Glen Ross (1992), The Firm (1993), Nixon (1995), The Rock (1996), Stepmom (1998), A Beautiful Mind (2001), Enemy at the Gates (2001), A History of Violence (2005), Gone Baby Gone (2007), National Treasure: El libro de los secretos (2007), Snowpiercer (2013), ¡Madre! (2017), La hija oscura  (2021) y Top Gun: Maverick (2022). Además de dirigir Pollock, Harris también dirigió la película wéstern Appaloosa (2008). 
En televisión, Harris destaca por sus papeles como Miles Roby en la miniserie Empire Falls (2005) y como el senador estadounidense John McCain en el telefilme Game Change (2012); este último le valió el Globo de Oro al mejor actor de reparto de serie, miniserie o telefilme. Interpretó al Hombre de Negro en la serie de ciencia ficción y western Westworld (2016-2022), de la cadena HBO, por la que fue nominado al premio Primetime Emmy al mejor actor principal en una serie dramática.

## Biografía

### Primeros años
Harris nació en el Englewood Hospital de Englewood, Nueva Jersey, y se crio en Tenafly, Nueva Jersey, hijo de Margaret (de soltera Sholl), agente de viajes, y Robert L. «Bob» Harris (1922-2014), que cantaba en el coro de Fred Waring y trabajaba en la librería del Instituto de Arte de Chicago. Tiene un hermano mayor, Robert, y un hermano menor, Paul. Harris creció en una familia presbiteriana de clase media. Sus padres eran de Oklahoma. Se graduó en el Tenafly High School en 1969, donde había jugado en el equipo de fútbol y fue capitán del equipo en su último año.
Atleta estrella en el instituto, Harris jugó al fútbol universitario en la Universidad de Columbia y fue compañero de equipo del futuro fiscal general de los Estados Unidos, Eric Holder. En Columbia, donde dijo haber sucumbido a la «tristeza de Morningside Heights» al cabo de dos años, residía en Carman Hall. Cuando su familia se trasladó a Nuevo México dos años más tarde, Harris le siguió, tras descubrir su interés por la interpretación en varias obras de teatro. Se matriculó en la Universidad de Oklahoma para estudiar arte dramático. Tras varios papeles exitosos en teatros locales (como el Jewel Box Theater de Oklahoma City), se trasladó a Los Ángeles y se matriculó en el Instituto de las Artes de California, donde pasó dos años y se licenció en Bellas Artes en 1975.

## Carrera

### Primeros papeles
Harris comenzó su carrera en el teatro. En 1976, interpretó a un agente del FBI en el estreno mundial de la obra Baalam, de Thomas Rickman, en el Pasadena Repertory Theatre, situado en el histórico Hotel Carver. Siguió en el Pasadena Repertory Theatre en 1976 interpretando a Lot en el estreno en la Costa Oeste de la obra de Tennessee Williams Kingdom of Earth (también conocida como The Seven Descents of Myrtle). El primer papel cinematográfico de Harris llegó en 1978 con un papel secundario en la película de suspense Coma, protagonizada por Michael Douglas. Su primer papel importante en una película llegó dos años más tarde con Borderline (1980), en la que actuó junto a Charles Bronson. También en ese año, actuó en Aliens are Coming, en un papel secundario. En 1981, Harris interpreta al protagonista, William «Billy» Davis, rey de una compañía de feriantes renacentistas en motocicleta (un papel inspirado en el Rey Arturo), en Knightriders, dirigida por George A. Romero. Al año siguiente, tuvo un pequeño papel como Hank Blaine en Creepshow, también dirigida por Romero.

### Papeles en televisión
Desde mediados de los setenta hasta mediados de los ochenta, Harris encontró trabajo estable en televisión. Participó en un episodio de Gibbsville (1975), en un episodio de Delvecchio (1977), en un episodio de The Rockford Files (1978), en un episodio de David Cassidy: Man Undercover (1978), dos episodios de The Seekers (1979), un episodio de Barnaby Jones (1979), un episodio de Paris (1980), tres episodios de Lou Grant (1979, 1980 y 1981), un episodio de CHiPs (1981), un episodio de Hart to Hart (1981), un episodio de Cassie & Co. (1981) y un episodio de American Playhouse (1984).

### Década de 1980
En 1983, Harris se dio a conocer tras encarnar al astronauta John Glenn en The Right Stuff. En 1984, coprotagonizó la película dramática En un lugar del corazón, dirigida por Robert Benton; durante la producción de esta película, Harris conoció y se casó con su esposa Amy Madigan.
También en 1984 coprotagonizó junto a Goldie Hawn y Kurt Russell la película biográfica sobre la Segunda Guerra Mundial dirigida por Jonathan Demme Swing Shift y en 1985 interpretó al marido maltratador Charlie Dick de la Patsy Cline de Jessica Lange en la película de la HBO Sweet Dreams. En 1986, recibió una nominación al Premio Tony en la categoría de Mejor Actor de Teatro por su papel en Precious Sons, de George Furth; También ganó el Theatre World Award y el Drama Desk Award al mejor actor de teatro por su interpretación. Harris interpretó después a William Walker, un estadounidense del siglo XIX que se nombró a sí mismo presidente de Nicaragua, en Walker (1987). Ese mismo año, interpretó a Harry Nash en la película de suspense para televisión de HBO El último inocente.
En 1988, actuó en To Kill a Priest, de Agnieszka Holland, protagonizada por Christopher Lambert, basada en Jerzy Popiełuszko y su asesinato bajo el régimen comunista polaco. Fue bien recibida por la crítica. En 1989, su papel de David «Dave» Flannigan en Jacknife le valió su primera nominación al Globo de Oro al mejor actor de reparto de cine. También en 1989, interpretó a Virgil «Bud» Brigman en la película de ciencia ficción El abismo, dirigida por James Cameron.

### Década de 1990
En 1992, Harris coprotagonizó el papel de Dave Moss en la película Glengarry Glen Ross, basada en la obra homónima de David Mamet. Ganó el Premio del Festival Internacional de Cine de Valladolid al Mejor Actor por su interpretación en la película. Después apareció en las películas The Firm (1993) y Needful Things (1993), antes de interpretar el papel principal de Kyle Bodine en la película neo noir China Moon (1994). En este mismo año dio vida a Trashcan Man en la miniserie Apocalipsis de Stephen King.
En 1995, Harris interpretó a E. Howard Hunt, personaje del Watergate, en la película biográfica de Oliver Stone Nixon, y recibió su primera nominación al Oscar al mejor actor de reparto por su interpretación de Gene Kranz, Director de Control de la Misión Apolo de la NASA, en Apolo 13. En 1996, Harris protagonizó y fue productor ejecutivo de la adaptación televisiva de Riders of the Purple Sage. Ese mismo año, regresó a Broadway como el comandante Steve Arnold en la obra de Ronald Harwood Taking Sides. En 1998, su coprotagonismo en The Truman Show le valió una segunda nominación al Oscar al mejor actor de reparto y un Globo de Oro al mejor actor de reparto.

### Década de 2000
Harris debutó como director en 2000 con la película biográfica Pollock, en la que también interpretó al artista Jackson Pollock. Fue nominado a su primer Oscar al mejor actor (y tercer Oscar en total) por su interpretación. Para prepararse para el papel, construyó un pequeño estudio en el que copiar las técnicas del pintor. Dos años después, Harris fue nominado a su cuarto Oscar (tercero en la categoría de mejor actor de reparto) por su papel de Richard Brown en la película dramática británico-estadounidense Las horas.

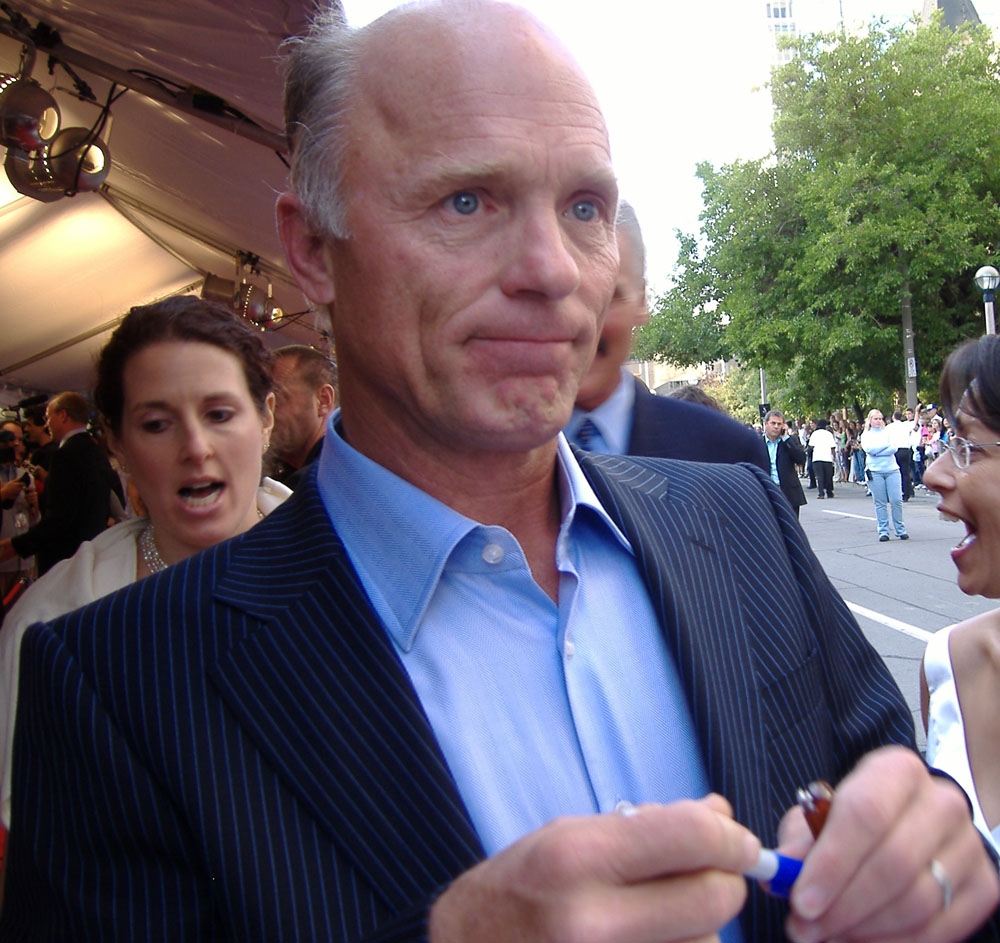
Harris en el Festival Internacional de Cine de Toronto de 2005

Entre los dos papeles nominados al Oscar, apareció en el drama biográfico Una mente maravillosa (2001) y encarnó al francotirador alemán Mayor Erwin König en el thriller bélico Enemigo a las puertas (2001). De junio a julio de 2002, protagonizó anuncios para el Vauxhall Vectra en el Reino Unido.
Por su papel protagonista de Miles Roby en la miniserie de 2005 Empire Falls, Harris fue nominado al premio Primetime Emmy al mejor actor principal de miniserie o película y al Globo de Oro al mejor actor de miniserie o película para televisión. También ese año, interpretó a un mafioso vengativo en la película de David Cronenberg Una historia de violencia (2005), protagonizada por Viggo Mortensen. En 2006, interpretó al compositor Ludwig van Beethoven en la película Copying Beethoven, y protagonizó el documental para televisión The Armenian Genocide como el diplomático estadounidense Leslie Davis. Después, apareció junto a Casey Affleck y Morgan Freeman en la película de misterio neo noir Gone Baby Gone (2007), dirigida por Ben Affleck, y coprotagonizó el papel del antagonista Mitch Wilkinson en National Treasure: Book of Secrets (2007), junto a Nicolas Cage.
En 2008, coescribió, dirigió y protagonizó junto a Viggo Mortensen el wéstern Appaloosa. En 2010, apareció junto a su esposa Amy Madigan en el drama criminal independiente Once Fallen, de Ash Adams. Ese mismo año, Harris protagonizó el drama de supervivencia The Way Back como Mr. Smith. Su actuación recibió muchos elogios de la crítica y los críticos le sugirieron que podría recibir una quinta nominación al Oscar.

### Década de 2010
En 2010, interpretó el papel de Jason Hudson en Call of Duty: Black Ops. En 2012, coprotagonizó junto a Sam Worthington la película de suspense Man on a Ledge, para Summit Entertainment. Después, ganó el Globo de Oro al mejor actor de reparto de serie, miniserie o telefilme y fue nominado al premio Primetime Emmy al mejor actor de reparto de miniserie o película por su interpretación del senador John McCain en la serie de HBO Game Change.
En 2013, apareció en el thriller del oeste Sweetwater, y protagonizó junto a Annette Bening la película de drama romántico The Face of Love. Después, Harris puso voz al contro de la misión en la epopeya espacial de Alfonso Cuarón Gravity (2013), protagonizada por Sandra Bullock y George Clooney.
En 2015, interpretó al personaje principal en la versión cinematográfica de la tragedia de Shakespeare Cymbeline. En 2016, apareció junto a Madigan y Taissa Farmiga en la reposición de The New Group de la obra de Sam Shepard Buried Child, por la que fue nominado al premio Lucille Lortel al mejor actor principal en una obra de teatro.
En 2016, también empezó a interpretar al villano Hombre de Negro en la serie de ciencia ficción de HBO Westworld, y tuvo un papel coprotagonista en el reparto de la comedia romántica de Warren Beatty Rules Don't Apply, con Lily Collins y Alden Ehrenreich. En 2017, apareció en la película de ciencia ficción Geostorm, de Dean Devlin, junto a Gerard Butler y Andy García. Harris fue fichado para participar en la serie dramática de Starz The One Percent, de Alejandro González Iñárritu, junto a Hilary Swank y Ed Helms.
Harris coprotagonizó la película de terror de Darren Aronofsky ¡Madre! (2017), junto a Jennifer Lawrence, Javier Bardem, Michelle Pfeiffer y Domhnall Gleeson. Harris también protagonizó la película de 2017 Kodachrome. Su actuación fue considerada uno de los mejores momentos de la película.
El 5 de noviembre de 2019, Harris asumió el papel de Atticus Finch en la adaptación escénica de Aaron Sorkin de Matar a un ruiseñor en Broadway. El papel fue interpretado previamente por el miembro del reparto original Jeff Daniels.

### Década de 2020
En 2020, Harris actuó en la película Resistance, dirigida por Jonathan Jakubowicz, donde interpretó a Georges Loinger, un miembro de la Resistencia Francesa durante la Segunda Guerra Mundial. Ese mismo año, participó en la serie Impractical Jokers: Dinner Party en el episodio «The Early Thanksgiving Episode». Un año después formó parte del elenco de la película La hija oscura, escrita y dirigida por Maggie Gyllenhaal, basada en la novela del mismo nombre de Elena Ferrante.
En 2022, también participó en la película Top Gun: Maverick, dirigida por Joseph Kosinski, en la que interpretó al Contraalmirante Chester «Hammer» Cain. Ese mismo año, debido a la cancelación de la serie por parte de HBO, terminó su participación como el Hombre de Negro en la serie de ciencia ficción wéstern Westworld.

### Futuros proyectos
Se espera que participe en la película dramática Downtown Owl dirigida por Lily Rabe y Hamish Linklater; en ella interpretara el papel de Horace y actualmente se encuentra en la etapa de posproducción. También se espera que aparezca en Long Day's Journey into Night dirigida por Jonathan Kent donde interpretará a James Tyrone. Así mismo, participará, junto a Kristen Stewart y Dave Franco en la cinta Love Lies Bleeding de la directora Rose Glass.

## Filmografía

### Cine, televisión y videojuegos
- Coma (1978)
- Borderline (1980)
- Dream On! (1981)
- Knightriders (1981)
- Creepshow (1982)
- Under Fire (1983)
- Elegidos para la gloria (1983)
- Code Name: Emerald (1983)
- A Flash of Green (1984)
- En un lugar del corazón (1984)
- Swing Shift (1984)
- Sweet Dreams (1985)
- Alamo Bay (1985)
- Walker (1987)
- Conspiración para matar a un cura (1988)
- The Abyss (1989)
- Jacknife (1989)
- State of Grace (1990)
- Glengarry Glen Ross (1992)
- Needful Things (La tienda) (1993)
- The Firm (1993)
- Un regalo para papá (1994)
- Apocalipsis (1994) (miniserie) (papel no acreditado)
- Luna de porcelana (1994)
- Nixon (1995)
- Apolo 13 (1995)
- Just Cause (1995)
- La Roca (1996)
- Ojo por ojo (1996)
- El Jinete Púrpura (1996)
- Poder absoluto (1997)
- Quédate a mi lado (1998)
- The Truman Show (1998)
- The Third Miracle (1999)
- Pollock (2000)
- The Prime Gig (2000)
- Waking the Dead (2000)
- A Beautiful Mind (2001)
- Buffalo Soldiers (2001)
- Enemy at the Gates (2001)
- Las horas (2002)
- Me llaman Radio (2003)
- The Human Stain (2003)
- Anónimos (2003)
- Una historia de violencia (2005)
- Copying Beethoven (2006)
- La búsqueda 2: El diario secreto (2007)
- Adiós, pequeña, adiós (2007)
- Appaloosa (2008)
- Cleaner (2007)
- Once Fallen (2010)
- Call Of Duty: Black Ops (2010) (videojuego; voz)
- The Way Back (2010)
- That's What I Am (2011)
- Game Change (2012)
- Al borde del abismo (2012)
- Call Of Duty: Black Ops II (2012) (videojuego; voz)
- Sweetwater (2013)
- The Face of Love (2013)
- Snowpiercer (2013)
- Gravity (2013), voz
- Phantom (2013)
- Pain & Gain (2013)
- Frontera (2014)
- Run All Night (2015)
- Westworld (serie de televisión) (2016)
- Mother! (2017)
- Geostorm (2017)
- Kodachrome (2017)
- The Last Full Measure (2019)[75]
- Top Gun: Maverick (2020)[76]
- The Lost Daughter (2021)
- Riff Raff (2024)[77]

### Teatro
- Buried Child (Londres, 2016/2017)[78]
- To Kill a Mockingbird (Nueva York, 2020)

## Premios y distinciones
Premios Óscar
| Año  | Categoría              | Película        | Resultado |
| ---- | ---------------------- | --------------- | --------- |
| 1996 | Mejor actor de reparto | Apolo 13        | Nominado  |
| 1999 | Mejor actor de reparto | The Truman Show | Nominado  |
| 2001 | Mejor actor            | Pollock         | Nominado  |
| 2003 | Mejor actor de reparto | Las horas       | Nominado  |

Premios Globos de Oro
| Año  | Categoría                           | Película        | Resultado |
| ---- | ----------------------------------- | --------------- | --------- |
| 2006 | Mejor actor - Miniserie o telefilme | Empire falls    | Nominado  |
| 2003 | Mejor actor de reparto              | Las horas       | Nominado  |
| 1999 | Mejor actor de reparto              | The Truman Show | Ganador   |
| 1996 | Mejor actor de reparto              | Apolo 13        | Nominado  |
| 1990 | Mejor actor de reparto              | Jacknife        | Nominado  |

Premios BAFTA
| Año  | Categoría              | Película        | Resultado |
| ---- | ---------------------- | --------------- | --------- |
| 2002 | Mejor actor de reparto | Las horas       | Nominado  |
| 1998 | Mejor actor de reparto | The Truman Show | Nominado  |

Premios del Sindicato de Actores
| Año  | Categoría              | Película  | Resultado |
| ---- | ---------------------- | --------- | --------- |
| 2002 | Mejor reparto          | Las horas | Nominado  |
| 2002 | Mejor actor de reparto | Las horas | Nominado  |
| 1995 | Mejor actor de reparto | Apolo 13  | Ganador   |

Festival de Sitges
| Año  | Categoría              | Película | Resultado |
| ---- | ---------------------- | -------- | --------- |
| 2018 | Gran Premio Honorífico |          | Ganador   |